# Architecture Art déco à New York

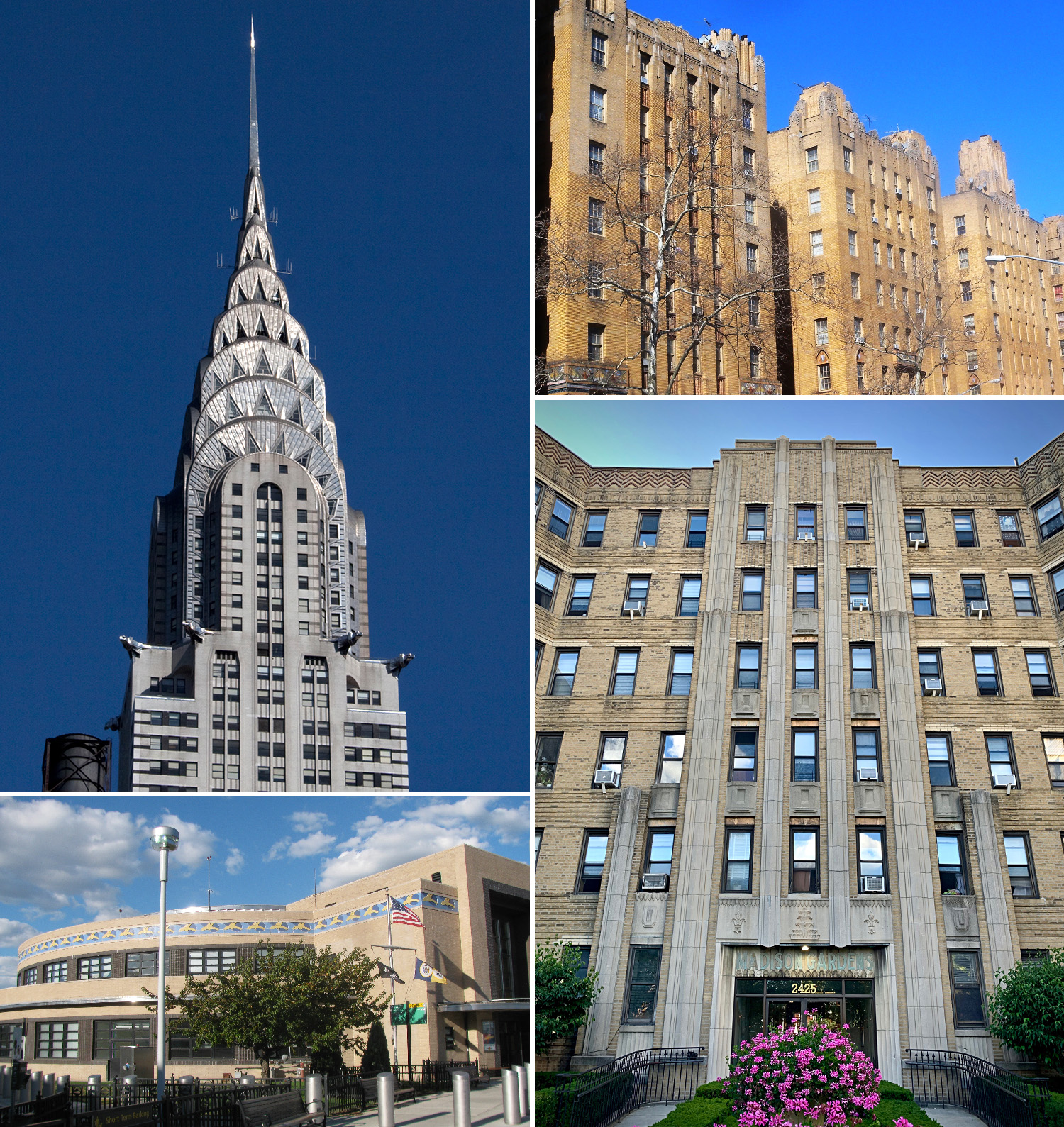
Dans le sens des aiguilles d'une montre en partant d'en haut à gauche : le haut du Chrysler Building à Manhattan, les étages du Park Plaza Apartments au Bronx, l'entrée des Madison Gardens apartments à Brooklyn, et l'extérieur de l'aérogare maritime de l'aéroport LaGuardia dans le Queens.

L'architecture Art déco à New York prospère dans les années 1920 et 1930. Le style rompt avec de nombreuses conventions architecturales traditionnelles et se caractérise par la verticalité, l'ornementation et les matériaux de construction tels que les plastiques, les métaux et la terre cuite. L'Art déco se retrouve dans les édifices gouvernementaux, les projets commerciaux et les immeubles résidentiels des cinq arrondissements de la ville. L'architecture de cette période est influencée par les tendances mondiales des arts décoratifs, la montée de la mécanisation et la résolution de zonage de New York de 1916 (en) qui favorise le retrait dans de nombreux bâtiments.
L'économie exubérante des années folles et la spéculation commerciale déclenchent un boom de la construction à l'échelle de la ville. La taille et la sophistication de l'Art Déco vont des gratte-ciel imposants aux modestes logements de la classe moyenne et aux bâtiments municipaux. Des gratte-ciel colorés et richement décorés finissent par dominer l'horizon de Manhattan avant que la Grande Dépression ne mette fin à leur construction. La Grande Dépression et l'évolution des goûts poussent ce style vers des applications plus discrètes à mesure qu'il se répand dans les années 1930, devenant un style de choix pour les projets d'infrastructure et les appartements modernes de la classe moyenne dans les arrondissements périphériques.
Une accalmie dans la construction pendant la Seconde Guerre mondiale et la montée du style international conduisent à la fin du nouvel Art déco dans la ville. Après être tombé en disgrâce et avoir souffert de la négligence pendant le déclin de la ville dans la seconde moitié du XXe siècle, l'Art déco de la ville est réévalué. Parmi les gratte-ciel les plus précieux et les plus reconnaissables d'architecture Art déco de New York figurent l'Empire State Building et le Chrysler Building. Les gratte-ciel Art déco constituent le cœur de l'horizon de la ville pendant des décennies et influencent les constructions modernes. Beaucoup de ces bâtiments sont protégés par les lois sur la préservation historique, tandis que d'autres sont perdus à cause de nouveaux développements ou de la négligence.